# ОШ „Краљ Петар I Ослободилац” Крива Феја
Основна школа „Краљ Петар Први Ослободилац” налази се у Кривој Феји. Као осмогодишња школа ради као издвојено одељење основне школе истог назива у Корбевцу.

## Насеље Крива Феја
Крива Феја је насељно место града Врања у Пчињском округу. У њој живи око 870 становника. У насељу има 298 домаћинстава, а просечан број чланова по домаћинству 2,92. Велики број становника бави се пољопривредом или је запошљено у рудник „Грот олова и цинка“.

## Спомен-чесма
У Кривој Феји налази се спомен-чесма доктора Марјана Бошковића професора Медицинског факултета у Београду. Умро 11. августа 1975. године у 58 години.

## Постанак и развој школе
Прва школска зграда у Кривој Феји саграђена је 1901-1902. године из средстава грађана (самодоприносом и кулком), а већ децембра месеца 1902. године улазе први ученици и школа отпочиње са радом. До 1902. године до почетка рада школе из Криве Феје су само четири ученика завршила основну школу и похађали су је у Јелашници.
Били су то ученици: Миленко Стојановић, Крста Стојановић, Милен Стојиљковић и Милен Тасић.
Први учитељ у Кривој Феји био је Василије Хаџиперић из Тетова све до 1909. године, а затим долази учитељ Кузман Бачовић младић из Врања.
Од 1912. године па све до 1918. школа прекида са радом због Првог светског рата и опоравка после њега.
1919. године школа почиње са радом, а њен први учитељ после Првог светског рата био је Благоје Поповић из Јелашнице. 
1920. године за новог учитеља долази Веља Катић из Врања, а 1926. за учитеља долази Јован Марченко и ради све до 1926. године.
1929. године долазе две нове учитељице Косава и Милица, а после две године долази учитељ Калистрат Томовић из Бреснице и ради само годину дана.
1932. године почиње да се гради нова школска зграда, а 1933. је завршена. За подизање зграде створен је фонд чију идеју је покренула општина Крива феја, а средстава у фонд су уношене из касапске ренте за месо којом су снабдевани градитељи школе и градитељи пута Корбевац - Босилеград.
Од Руса који су градили пут овом акцијом је сакупљено око 130 000 динара. За довршење и отпремање добијено је 96 000 динара, од Вардарске бановине са седиштем у Скопљу.
За време Другог светског рата школа је радила али у приватним кућама. После ослобођења од 1944. године први учитељ у Кривој Феји био је Рус Фјордов Милутин Аксентијевић, а школа је била приватна у бившој кафани.
Тада, започиње са радом и школа у Гноишту засеок Криве Феје у приватној кући Драгомира Тројановића.
У селу Несврта се такође настава изводи у кући Дисе Станковића. Ове две школе су радиле најпре као неподељене,сва четири разреда заједно. Број ученика је растао па су грађене школе у Гноишту и Несврти, такође из средстава самодоприноса и кулком.
Прва матична књига са комплетним подацима отворена је 1962-1963. школске године, а у њој прва генерација 1947-1948 годиште.Тада школа добија име „Иво Лола Рибар“ општина Врањска Бања,срез Лесковац народна Република Србија.
У јесен 1971.због великог броја ученика,а због недостатка школског простора почела је изградња монтажне школске зграде.
Зграду је подигло предузеће „Беско“ из Власотинца, а грађена је из средстава СИЗ-а Врање.
Згарда је отворена 27. јануара 1972.Тада су школе од основних прерастале у продужене, а онда у осмогодишњу.Број ученика је растао до 450. 
Повећани број ученика уследио је после доношења закона о обавезном школовању после 1952.када су почеле да се подносе пријаве судији за прекршаје.
Од тада је радила све до децембра 1989. године као самостална, а тада због смањеног броја ученика приспаја се са школом „25.мај“ у Корбевцу и носи то име све до 1. априла 1994. године када добија име „Краљ Петар Први Ослободилац“ како се данас зове.
Школа у Гноишту престаје са радом 1. септембра 1999. године,а у Несврти 31. августа 2009. године због недостатка ученика.

## Школа данас
Јануара 2012. године због великих снежних непогода срушене су и монтажна и прављена школа.
Од 6. фебруара 2012. године у Кривој Феји школа ради у просторијама рудника „Грота олова и цинка“, од првог до осмог разреда настава се одвија у комбинованим и неподељеним одељењима.Тренутно је у школи запошљено 2 учитељице, 15 наставника и 2 помоћна радника. Школа располаже оскудним фондом књига и наставним средствима за рад, али то не омета ђаке да свалађују предвиђено градиво и постижу успехе. Данас школу похађа свега 35 ученика.